# Piotr Lisowski (żołnierz)
Piotr Lisowski (ur. 31 października 1973 w Pułtusku) – polski żołnierz, generał brygady Wojska Polskiego.
W latach 2023 - 2025 dowódca Litewsko-Polsko-Ukraińskiej Brygady LITPOLUKRBRIG.
Obecnie Zastępca Szefa Zarządu, Zarząd Planowania Operacyjnego P3 - Sztab Generalny Wojska Polskiego

## Wykształcenie
- Absolwent Wyższej Szkoły Oficerskiej Wojsk Zmechanizowanych na kierunku: Dowodzenie wojskami (1997)[1]
- Wyższa Szkoła Humanistyczna w Pułtusku – Pedagogika (2002)[3]
- Akademia Obrony Narodowej, Podyplomowe Studia Operacyjno – Taktyczne (PSOT) (2007)[1]
- Szkoła NATO w Oberammergau, Niemcy, Międzynarodowy Kurs Zarządzania Kryzysowego (2007)[3]
- Akademia Obrony Narodowej, Podyplomowe Studia – Przeciwdziałanie Zagrożeniom Terrorystycznym (2010)[1]
- Szkoła NATO, Łotwa, Comprehensive Operations Planning Orientation Course (2011)[1]
- Akademia Obrony Narodowej, Wyższy Kurs Operacyjno – Strategiczny (2015)[3]
- Akademia Sztuki Wojennej, Podyplomowe Studia Polityki Obronnej (PSPO) (2022)[3]

## Przebieg służby wojskowej
- Dowódca plutonu szkolnego czołgów w 15 Giżyckiej Brygadzie Zmechanizowanej[4],
- Dowódca plutonu w 15 batalionie dowodzenia w Olsztynie[5],
- Dowódca kompanii ochrony i regulacji ruchu w 15 batalionie dowodzenia w Olsztynie[5],
- Dowódca kompanii zmechanizowanej w 1 Brygadzie Pancernej[5],
- XI i XII zmiana Polskiego Kontyngentu Wojskowego w Kosowie KFOR[1],
- Dowództwo Wojsk Lądowych – specjalista w Oddziale Szkolenia Dowództw i Ćwiczeń oraz specjalista i starszy specjalista w Oddziale Operacyjnym Zarządu Operacji Lądowych (G-3)[5],
- IV zmiana Polskiego Kontyngentu Wojskowego w Afganistanie – Szef OCC-P (ang. Operational Coordination Center – Provincial) w Ghazni[1],
- Dowództwo Wojsk Lądowych – Zastępca Szefa Oddziału Operacyjnego[1],
- Dowództwo Wojsk Lądowych – Szef Oddziału Operacyjnego[1],
- Dowództwo Generalne Rodzajów Sił Zbrojnych – starszy specjalista, następnie Szef Oddziału Reagowania Kryzysowego[1],
- Dowództwo Generalne Rodzajów Sił Zbrojnych – Szef Połączonego Centrum Operacyjnego[1],
- Szef Sztabu 18 Dywizji Zmechanizowanej[6],
- Dowódca LITPOLUKRBRIG
- Sztab Generalny Wojska Polskiego - Zarząd Planowania Operacyjnego P3 - Zastępca Szefa Zarządu[2]

Główne wojny i bitwy: KFOR, ISAF

## Ordery, odznaczenia i wyróżnienia
- Srebrny Krzyż Zasługi[8]
- Gwiazda Afganistanu[9]
- Złoty Medal „Siły Zbrojne w Służbie Ojczyzny”[10]
- Srebrny Medal „Siły Zbrojne w Służbie Ojczyzny”
- Brązowy Medal „Siły Zbrojne w Służbie Ojczyzny”
- Złoty Medal „Za zasługi dla obronności kraju”
- Brązowy Medal „Za zasługi dla obronności kraju”
- Medal Srebrny za Długoletnią Służbę
- Brązowy Medal za Długoletnią Służbę
- Odznaka Honorowa Wojsk Lądowych
- Kordzik honorowy Sił Zbrojnych RP (Wojsk Lądowych)
- Odznaka tytułu honorowego „Zasłużony Żołnierz RP” II Stopnia (Srebrna)
- Odznaka Wzorowy Dowódca
- Medal NATO za służbę w Kosowie KFOR
- Medal NATO za misję ISAF
- Medal Ministra Obrony Narodowej Ukrainy „Gwiazda wojskowego braterstwa”
- Odznaka Honorowa Naczelnego Wodza Sił Zbrojnych Ukrainy „Srebrny Krzyż”
- Medal Litewskich Sił Zbrojnych za Zaszczytną Służbę
- Medal Rodzajów Wojsk Litewskich Sił Zbrojnych za Zaszczytną Służbę (Wojska Lądowe)[11]
- LITPOLUKRBRIG Service Cross Medal[12]
- LITPOLUKRBRIG Honorary Sign[12]

## Życie prywatne
Ma żonę Patrycję i dwie córki: Martynę i Maję.

## Awanse
- podporucznik – 1997
- porucznik – 2000
- kapitan – 2003
- major – 2007
- podpułkownik– 2010
- pułkownik – 2016
- generał brygady – 11 listopada 2024[3][13]